# Hargreaves (cráter)

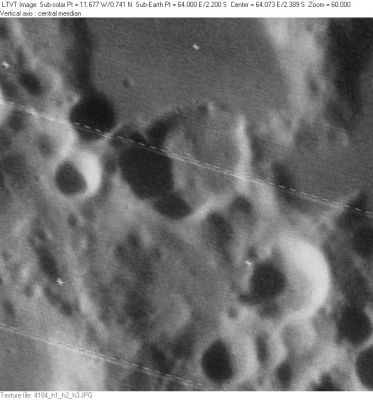
Fotografía de la misión Lunar Orbiter 4

Hargreaves es un cráter de impacto que se encuentra en la parte oriental de la Luna, al este del Mare Fecunditatis y al oeste del cráter Maclaurin. Fue previamente designado Maclaurin S antes de ser renombrado por la Unión Astronómica Internacional en 1979. Al sureste aparece el cráter Morley, y al oeste se halla Webb.
|  |

Hargraves casi se ha fusionado con Maclaurin H, un cráter de mayor tamaño situado al norte. El interior de ambas formaciones ha sido inundado por la lava. Como resultado, Hargreaves tiene forma de  anfiteatro, con una amplia brecha en su borde norte. También presenta una ligera muesca en el borde meridional, y un cráter pequeño está adosado al borde exterior occidental.